# Europese weg 74
De Europese weg 74 of E74 is een weg die door Frankrijk en Italië loopt.
De E74 begint in het Franse Nice waarvandaan de route via hetzelfde traject verloopt als de E80 tot het Italiaanse Ventimiglia. Daar verlaat de E74 de kust en gaat via een klein stukje Frankrijk en de smalle Tendapastunnel uiteindelijk richting het Italiaanse Asti waar hij aansluit op de E70.